# Dennis Thering

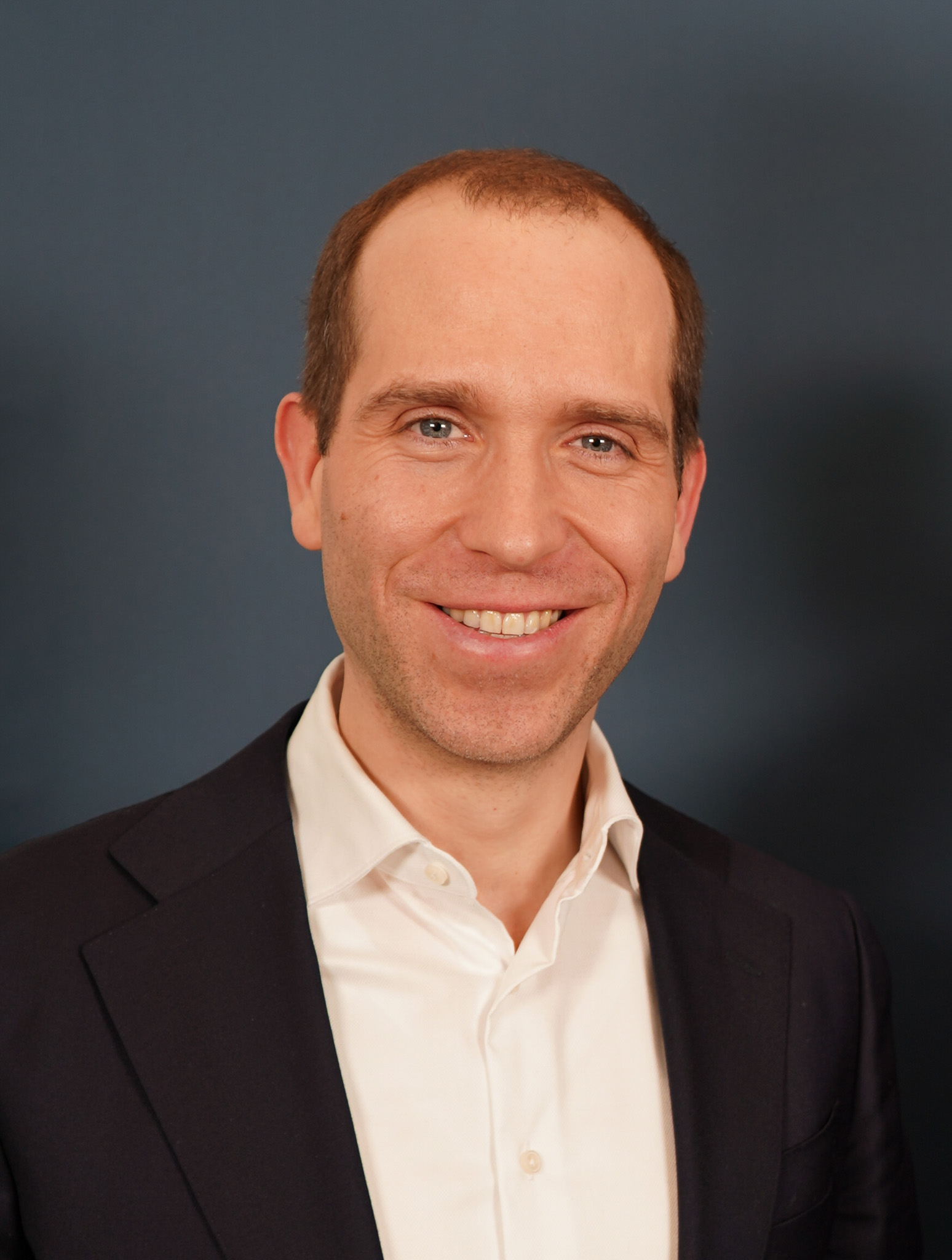
Dennis Thering (2025)

Dennis Thering (* 5. April 1984 in Hamburg) ist ein deutscher Politiker (CDU). Er ist seit März 2020 Vorsitzender der CDU-Fraktion in der Hamburgischen Bürgerschaft und damit Oppositionsführer. Seit April 2023 ist er ferner Landesvorsitzender der CDU Hamburg.

## Leben
Dennis Thering wurde in Hamburg geboren und wuchs im Stadtteil Hummelsbüttel im Bezirk Wandsbek auf. Sein Vater ist selbstständiger Handwerksmeister. Er spielte als Jugendlicher Fußball, zunächst beim Hummelsbütteler SV und ab der B-Jugend beim Hamburger SV als Torwart. Wegen einer Knieverletzung musste er seine Fußballkarriere beenden.
Sein Abitur absolvierte er 2003 am Wirtschaftsgymnasium City Nord. Danach leistete er Zivildienst im Hospital zum Heiligen Geist in Poppenbüttel. Seine anschließende Ausbildung zum Bankkaufmann schloss er bei der Hamburger Sparkasse ab. Von 2006 bis 2010 war er Angestellter der Hamburger Sparkasse. Im Jahr 2013 schloss er sein Studium der Politikwissenschaft an der Universität Hamburg mit dem Abschluss Bachelor of Arts ab. Von Januar 2014 bis März 2020 arbeitete er als kaufmännischer Angestellter bei der Pflegen & Wohnen Hamburg GmbH.
Thering ist verheiratet, Vater einer Tochter und wohnt im Alstertal.

## Politik

### Partei
2001 wurde Thering Mitglied der CDU, 2007 wählte ihn die Junge Union Alstertal zu ihrem Vorsitzenden. Im Jahre 2004 wurde Thering neben Frank Schira von der damaligen CDU-Bundesvorsitzenden Angela Merkel ausgezeichnet für seine Aktivität, den CDU-Ortsverband Alstertal zum erfolgreichsten in ganz Deutschland zu machen. Durch die Anwerbung „über 300 neuer Mitglieder“ wurde der Ortsverband seinerzeit „auf über 700 fast verdoppelt“ – im Zeitfenster der Bürgerschaftswahl in Hamburg 2004, aus dem Ole von Beust mit absoluter Mehrheit als erster Bürgermeister hervorging.
Im Mai 2018 übernahm er den CDU-Kreisvorsitz in Wandsbek, Hamburgs bevölkerungsreichstem Bezirk und somit einem „zahlenmäßig gewichtigen Kreis“ innerhalb der Hamburger CDU. Thering gilt als protegiert von Karl-Heinz Warnholz, seinem langjährigen Vorgänger als Kreisvorsitzenden, der bis Anfang 2020 auch 23 Jahre in der Hamburgischen Bürgerschaft saß sowie als enger Weggefährte des ehemaligen Hamburger CDU-Landesvorsitzenden und Bundestagsabgeordneten Christoph Ploß.
Nachdem Ploß am 19. März 2023 seinen Rückzug als Landesvorsitzender ankündigte, nominierte der Landesvorstand Thering einstimmig als dessen Nachfolger. Am 3. April 2023 wählte ihn der CDU-Landesausschuss mit 185 von 197 gültigen abgegebenen Stimmen, bei 8 Gegenstimmen und 4 Enthaltungen, zum neuen Landesvorsitzenden.

### Kommunalpolitik
Zwischen 2004 und 2008 war er Mitglied des Ortsausschusses Alstertal und dort seit 2005 stellvertretender Fraktionsvorsitzender. Von 2008 bis 2011 war er direkt gewählter Abgeordneter des Wahlkreises Alstertal – Walddörfer für die Bezirksversammlung Wandsbek. In dieser Zeit fungierte er als Fachsprecher für den Regionalbereich Alstertal und als Fachsprecher für den Fachbereich Sport in der CDU-Fraktion der Bezirksversammlung Wandsbek. 2010 übernahm er von dem damaligen Landesvorsitzenden und Fraktionsvorsitzenden der CDU, Frank Schira, den Vorsitz im Ortsverband Alstertal und wurde 2012 in dem Amt bestätigt.

### Bürgerschaftsabgeordneter
2011 übernahm er bei der Bürgerschaftswahl in Hamburg 2011 im Wahlkreis 13, Alstertal/Walddörfer, als Direktkandidat die Nachfolge von Hartmut Engels, dem damals dienstältesten Abgeordneten in der Bürgerschaft. Seit 2011 ist Thering Abgeordneter der Hamburgischen Bürgerschaft und Mitglied im Landesvorstand der CDU Hamburg. Bei der Bürgerschaftswahl 2015 zog Thering über ein Direktmandat im Wahlkreis Alstertal – Walddörfer erneut in die Bürgerschaft ein und war bis zum 18. März 2020 stellvertretender Vorsitzender der CDU-Fraktion.
Zur Bürgerschaftswahl am 23. Februar 2020 kandidierte Thering – der sich als verkehrspolitischer Sprecher der CDU profilierte – erneut auf Listenplatz 1 der CDU Hamburg im Wahlkreis Alstertal – Walddörfer und gewann erneut als Direktkandidat den Einzug in die Hamburgische Bürgerschaft. Nach dem für die CDU desaströsen Wahlausgang – mit 11,2 Prozent der Stimmen zogen lediglich 15 CDU-Landesparlamentarier in die Bürgerschaft ein – kündigte Thering seine Kandidatur für das Amt der Fraktionsführung an.
Von der CDU-Bürgerschaftsfraktion wurde er auf ihrer konstituierenden Fraktionssitzung am 18. März 2020 als Nachfolger von André Trepoll einstimmig zu ihrem neuen Vorsitzenden gewählt. In der 22. Periode der Hamburgischen Bürgerschaft ist er Mitglied im Ausschuss für die Zusammenarbeit der Länder Hamburg und Schleswig-Holstein und im Familien-, Kinder- und Jugendausschuss.

#### Kandidatur um das Amt des Ersten Bürgermeisters
Am 24. Februar 2023 gab Thering seine Kandidatur bekannt, bei der kommenden Wahl zur 23. Hamburgischen Bürgerschaft als Herausforderer von Hamburgs Ersten Bürgermeister Peter Tschentscher (SPD) anzutreten zu wollen. Die ZEIT sieht die gute Chancen, dass Thering dieses Vorhaben einmal gelingt. Noch im Sommerinterview des Hamburger Abendblatt erwähnte Thering, „Regierungsverantwortung heißt nicht, dass wir dann auch automatisch den nächsten Bürgermeister stellen.“ Therings Bürgermeisterkandidatur wird kontrovers betrachtet. Parteienforscher Elmar Wiesendahl kommentiert in einem Interview am 25. Juni 2022, „der Plan von Fraktionschef Dennis Thering, die Partei in die Wahl zu führen, ist ein Abonnement auf Niederlage“ und plädiert auf „einen prominenten Seiteneinsteiger [zu] setzen, wie einst Walther Leisler Kiep“, um „Anschluss [zu] finden an die Hamburger Wirtschaftskreise“. Der NDR Hamburg sah im Juli 2024 Thering als den „neue(n) starke Mann in der CDU. Jung, anpassungsfähig, rhetorisch fit, aber eben auch ein bisschen konservativ“. Am 20. August 2024 wurde Thering vom CDU-Landesvorstand einstimmig zum Spitzenkandidaten seiner Partei zur kommenden Bürgerschaftswahl 2025 vorgeschlagen, gefolgt auf Landeslistenplatz zwei von Anna-Elisabeth von Treuenfels-Frowein, der ehemaligen Hamburger Frontfrau der FDP, die im Juli 2024 zur Hamburger CDU wechselte. Am 7. September 2024 wurde Thering von der CDU-Landesvertreterversammlung mit knapp 92 Prozent auf Platz 1 der Landesliste zur kommenden Bürgerschaftswahl gesetzt.

### Bürgerschaftswahlen 2025
Bei der Bürgerschaftswahl in Hamburg 2025 erzielte die CDU unter der Führung von Dennis Thering 19,8 % der Stimmen und konnte damit im Vergleich zur vorherigen Wahl Zugewinne verzeichnen. Thering interpretierte dieses Ergebnis als Wunsch der Bevölkerung nach einem Richtungswechsel in Hamburg. Trotz der Zugewinne der CDU entschied sich Bürgermeister Peter Tschentscher, die rot-grüne Koalition fortzusetzen, zeigte sich jedoch offen für Gespräche mit der CDU, um eine stabile Regierung zu gewährleisten.

## Politische Positionen
Therings Fokus auf zentrale Themen wie Innere Sicherheit, Wirtschaft und Verkehr zeigt sich in seinen öffentlichen Äußerungen. In einer Rede am 7. Oktober 2023 kritisierte er die rot-grüne Landesregierung und warf dieser unprofessionelles Handeln in Wirtschafts- und Sicherheitsfragen vor. Insbesondere äußerte er Bedenken hinsichtlich der geplanten Beteiligung der Reederei MSC an der HHLA und bezeichnete diese Entscheidung des rot-grünen Senats als überstürzt und intransparent.
Ein zentrales Anliegen von Thering ist die Sicherheit in Hamburg. In einem Interview betonte er die Bedeutung der Kriminalitätsbekämpfung, insbesondere am Hauptbahnhof, und setzt sich für eine konsequente Vorgehensweise gegen junge Intensivtäter ein: „Gegen Eltern von Intensivtätern muss ein Ermittlungsverfahren eingeleitet werden“. Thering befürwortete Maßnahmen wie die Einrichtung einer waffenfreien Zone am Hauptbahnhof und eine verstärkte Polizeipräsenz. Er äußerte Enttäuschung über die verzögerte Umsetzung dieser Maßnahmen und betonte die Notwendigkeit zusätzlicher Sicherheitsmaßnahmen angesichts steigender Kriminalitätsraten in Hamburg.
Therings Auseinandersetzung mit der rot-grünen Regierung in Hamburg, besonders in Bezug auf die Innere Sicherheit, erregte viel Aufmerksamkeit. In einer Debatte in der Hamburgischen Bürgerschaft im Jahr 2023 warf er der Regierung vor, No-Go-Areas entstehen zu lassen und kritisierte insbesondere die Situation am Hauptbahnhof.

## Auszeichnungen
Im Jahr 2023 zählte das Wirtschaftsmagazin Capital Dennis Thering zu den „Top 40 unter 40“ wichtigsten Talenten aus Wirtschaft, Politik, Wissenschaft und Gesellschaft.